# Arcybiskupi Yorku
Arcybiskup Yorku (ang. Archbishop of York) – obok arcybiskupa Canterbury, najważniejszy zwierzchnik Kościoła Anglii, stojący na czele metropolii i diecezji Yorku. Pierwszym biskupem Yorku był mianowany ok. 625 roku Paulin z Yorku. Do czasu reformacji, York był metropolią katolicką, lecz po schizmie Henryka VIII, arcybiskupi Yorku należą do Kościoła anglikańskiego. Metropolita Yorku nosi tytuł prymasa Anglii.

## Historia
Nie wiadomo dokładnie, kiedy religia chrześcijańska pojawiła się w Yorku, choć pierwsi biskupi stamtąd mieli uczestniczyć w synodzie w Arles w 314. Zostali oni jednak zdominowani przez pogańskich Anglosasów. W VIII wieku, z inicjatywy Grzegorza I Wielkiego, zaczęto ewangelizować ludy w Wielkiej Brytanii, a papież planował utworzyć tam dwa arcybiskupstwa: Canterbury i York, z 12 sufraganami każde. Po śmierci pierwszego biskupa, św. Paulina, stolica biskupia była przez ponad trzydzieści lat nieobsadzona. W 735 roku Grzegorz III podniósł York do rangi arcybiskupstwa i nadał paliusz Egbertowi.
Przez dłuższy czas jurysdykcja i starszeństwo archidiecezji York wobec archidiecezji Canterbury była kwestionowana. W 1071 roku kwestia ta była rozpatrywana przez papieża Aleksandra II, który potwierdził zwierzchnictwo arcybiskupa Canterbury. Ta sytuacja trwała do 1118 roku, kiedy to arcybiskup elekt Thurstan odmówił konsekracji z rąk arcybiskupa Ralpha d’Escures’a i odwołał się do Kaliksta II. Papież zdecydował, że arcybiskupstwo York będzie niezależne od Canterbury. Dodatkowo Innocenty VI potwierdził tytuł prymasa Anglii jako arcybiskupa Canterbury, pozostawiając jednak honorowy tytuł arcybiskupowi York.
W wyniku schizmy króla Henryka VIII i po krótkim panowaniu Marii Tudor (rekatolicyzacja), arcybiskupstwo York zostało przyłączone do Kościoła Anglii i od 1559 roku jest archidiecezją anglikańską.

## Lista arcybiskupów Yorku

### Biskupi rzymskokatoliccy

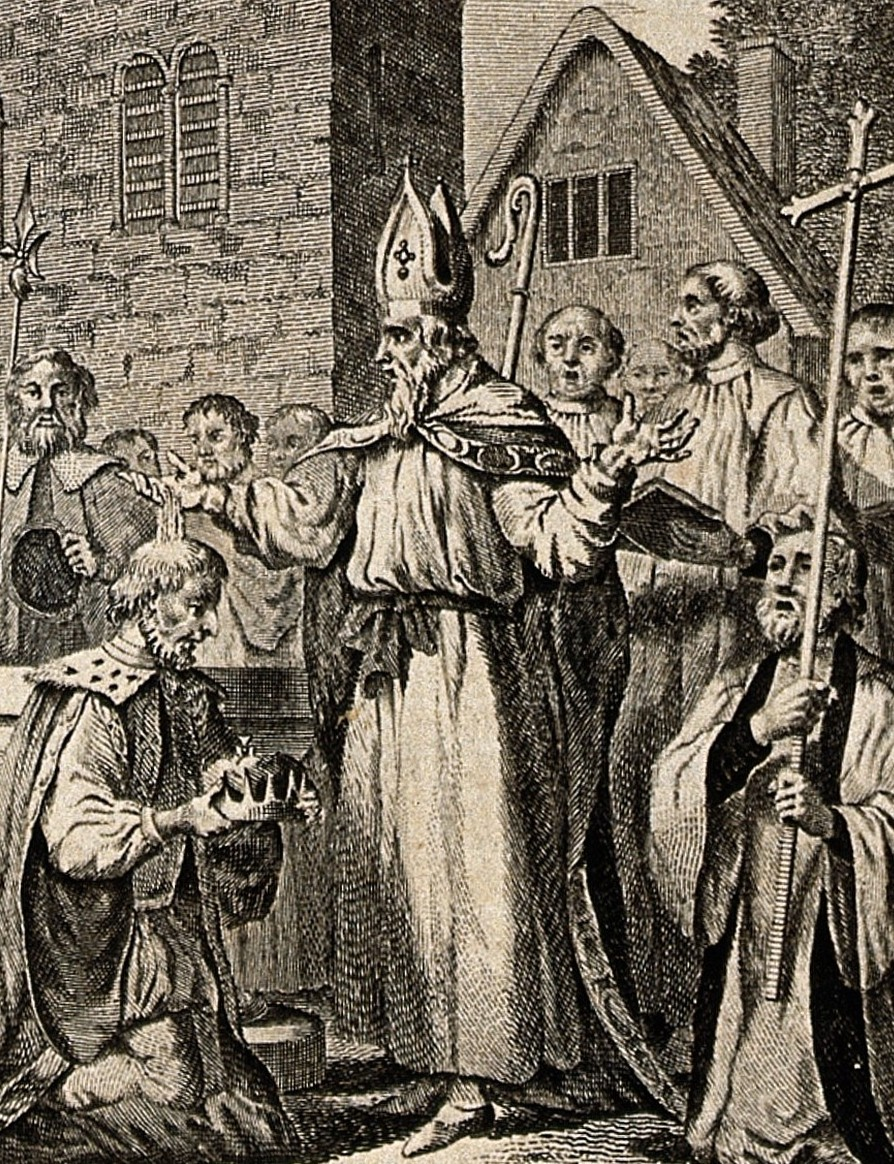
Św. Paulin, pierwszy biskup Yorku

- ok. 625–633 – Paulin z Yorku
- 664–669 – Chad
- 669–678 –Wilfryd
- 678–706 – Bosa z Yorku
- 706–714 – Jan z Beverley
- 714–732 – Wilfryd II

### Arcybiskupi rzymskokatoliccy

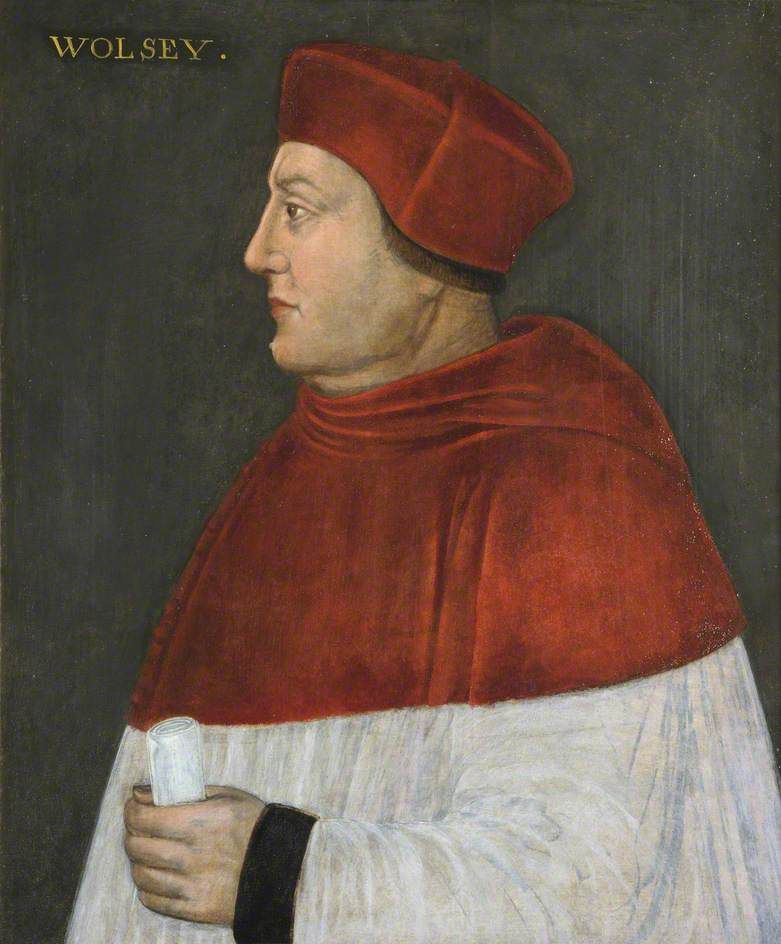
Kardynał Thomas Wolsey, jeden z najbardziej znanych arcybiskupów Yorku

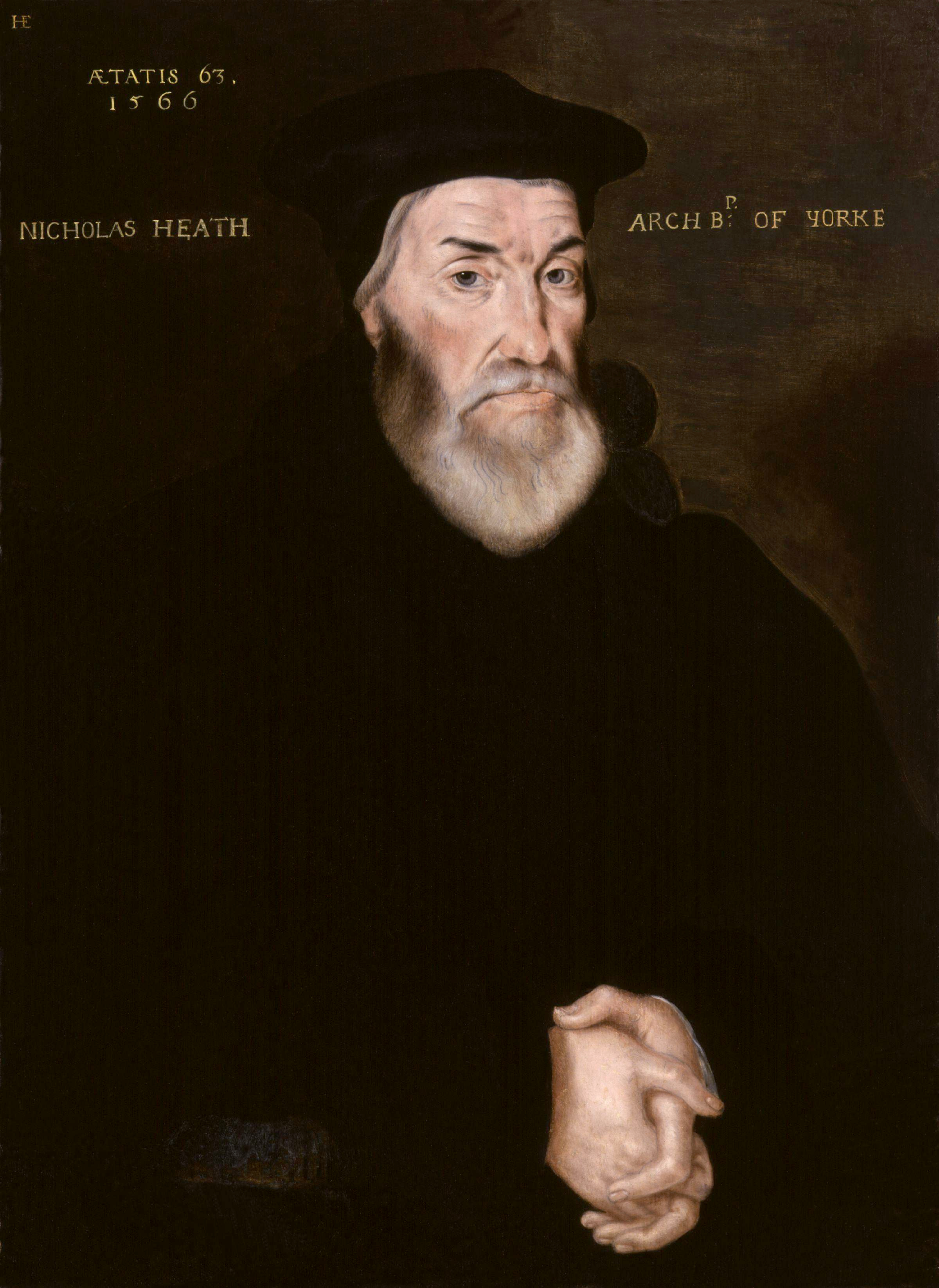
Nicholas Heath, ostatni rzymskokatolicki arcybiskup Yorku

- ok. 732–766 – Egbert, ok. 735 arcybiskup
- 767–780 – Ethelbert
- ok. 780–796 – Eanbald I
- ok. 796–808 – Eanbald II
- ok. 808–834 – Wulfsige
- 837–854 – Wigmund
- ok. 854–896 – Wulfhere
- ok. 900–916 – Æthelbald
- ok. 916–931 – Hrotheweard
- 931–956 – Wulfstan I
- ok. 958–971 – Oscytel
- 971 – Edwald
- 971–992 – Oswald z Worcesteru
- 995–1002 – Ealdwulf
- 1002–1023 – Wulfstan II
- 1023–1051 – Ælfric Puttoc
- 1051–1060 – Cynesige
- 1061–1069 – Ealdred
- 1070–1100 – Thomas z Bayeux
- 1100–1108 – Gerard
- 1109–1114 – Thomas
- 1119–1140 – Thurstan
- 1143–1147 – Wilhelm z Yorku
- 1147–1153 – Henry Murdac
- 1153–1154 – Wilhelm z Yorku
- 1154–1181 – Roger de Pont L'Évêque
- 1191–1212 – Geoffrey
- 1216–1255 – Walter de Gray
- 1256–1258 – Sewal de Bovil
- 1258–1265 – Godfrey Ludham
- 1266–1279 – Walter Giffard
- 1279–1285 – William de Wickwane
- 1286–1296 – John le Romeyn
- 1298–1299 – Henry z Newark
- 1300–1304 – Thomas z Corbridge
- 1306–1315 – William Greenfield
- 1317–1340 – William Melton
- 1342–1352 – William Zouche
- 1353–1373 – Jan z Thoresby
- 1374–1388 – Alexander Neville
- 1388–1396 – Thomas Arundel
- 1397–1398 – Robert Waldby
- 1398–1405 – Richard le Scrope
- 1407–1423 – Henry Bowet
- 1426–1452 – John Kempe
- 1452–1464 – William Booth
- 1465–1476 – George Neville
- 1476–1480 – Lawrence Booth
- 1480–1500 – Thomas Rotherham
- 1501–1507 – Thomas Savage
- 1508–1514 – Christopher Bainbridge
- 1514–1530 – Thomas Wolsey
- 1531–1544 – Edward Lee
- 1545–1554 – Robert Holgate
- 1555–1559 – Nicholas Heath

### Arcybiskupi anglikańscy
- 1561–1568 – Thomas Young
- 1570–1576 – Edmund Grindal
- 1577–1588 – Edwin Sandys
- 1589–1594 – John Piers
- 1595–1606 – Matthew Hutton
- 1606–1628 – Tobias Matthew
- 1628 – George Montaigne
- 1629–1631 – Samuel Harsnett
- 1632–1640 – Richard Neile
- 1641–1646 – John Williams
- 1660–1664 – Accepted Frewen
- 1664–1683 – Richard Sterne
- 1683–1686 – John Dolben
- 1688–1691 – Thomas Lamplugh
- 1691–1714 – John Sharp
- 1714–1724 – William Dawes
- 1724–1743 – Lancelot Blackburne
- 1743–1747 – Thomas Herring
- 1747–1757 – Matthew Hutton
- 1757–1761 – John Gilbert
- 1761–1776 – Robert Hay Drummond
- 1776–1807 – William Markham

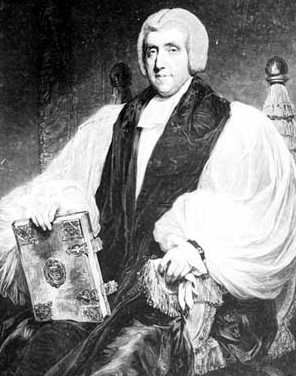
Edward Venables-Vernon-Harcourt, najdłużej urzędujący arcybiskup Yorku

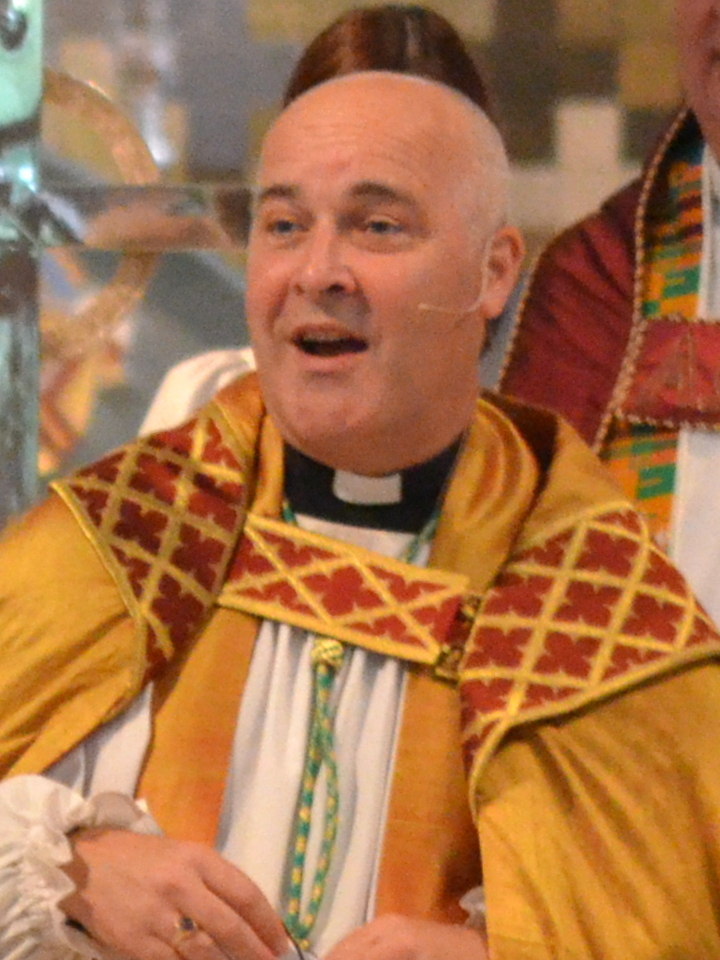
Stephen Cottrell, obecny arcybiskup Yorku

- 1808–1847 – Edward Venables-Vernon-Harcourt
- 1847–1860 – Thomas Musgrave
- 1860–1862 – Charles Longley
- 1862–1890 – William Thomson
- 1891 – William Magee
- 1891–1908 – William Maclagan
- 1909–1928 – Cosmo Gordon Lang
- 1929–1942 – William Temple
- 1942–1955 – Cyril Garbett
- 1956–1961 – Michael Ramsey
- 1961–1974 – Donald Coggan
- 1975–1983 – Stuart Blanch
- 1983–1995 – John Habgood
- 1995–2005 – David Hope
- 2005–2020 – John Sentamu
- od 2020 – Stephen Cottrell